# Mercedes-Benz Tourismo
Le Mercedes-Benz Tourismo est un autocar de tourisme.

## Modèles
- Versions initiales :
  - O 350 RHD
  - O 350 SHD

- Versions actuelles :
  - Tourismo 15RHD
  - Tourismo M 16RHD/2 et 16RHD/3
  - Tourismo L 17RHD

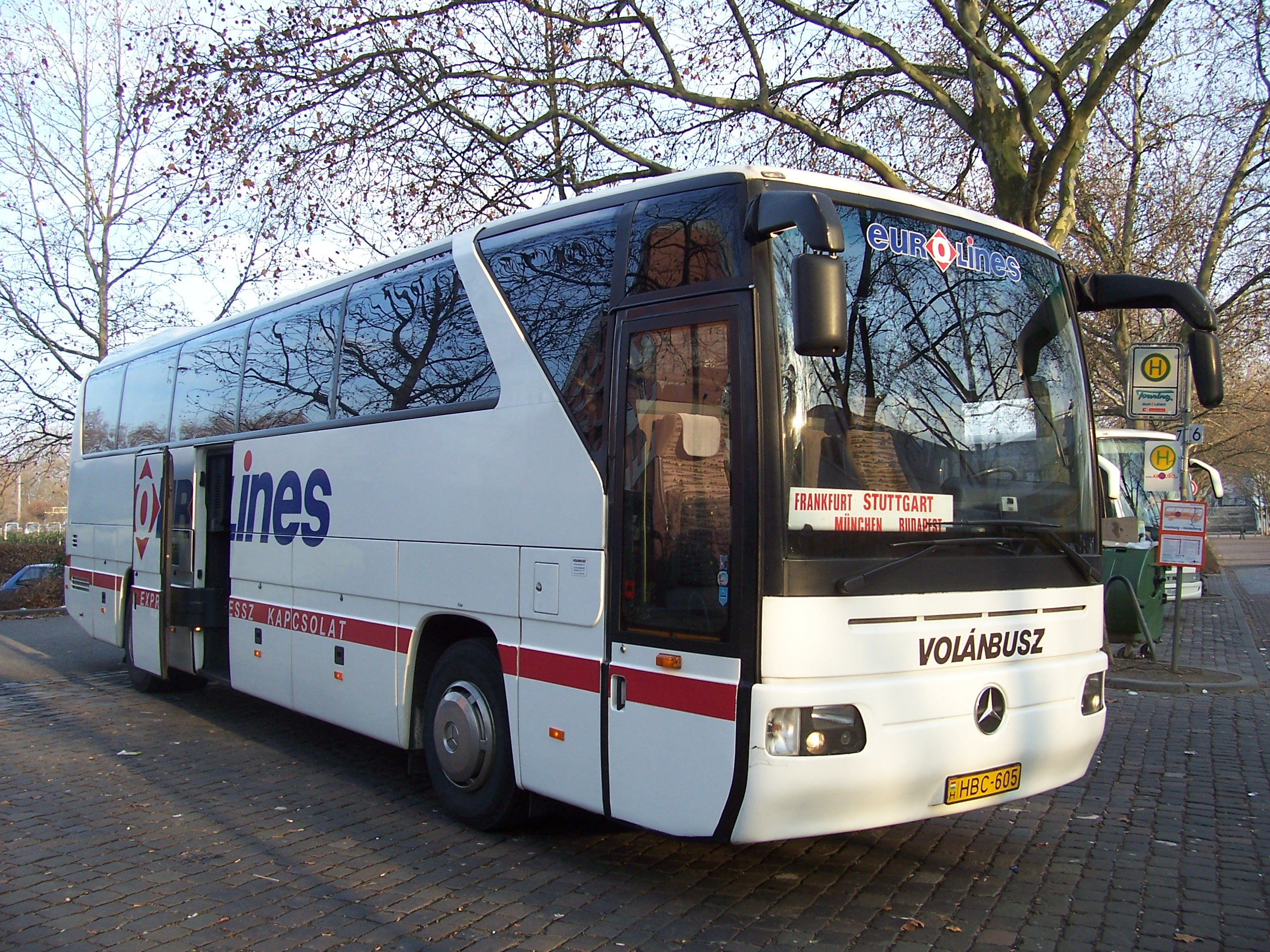
O 350 RHD

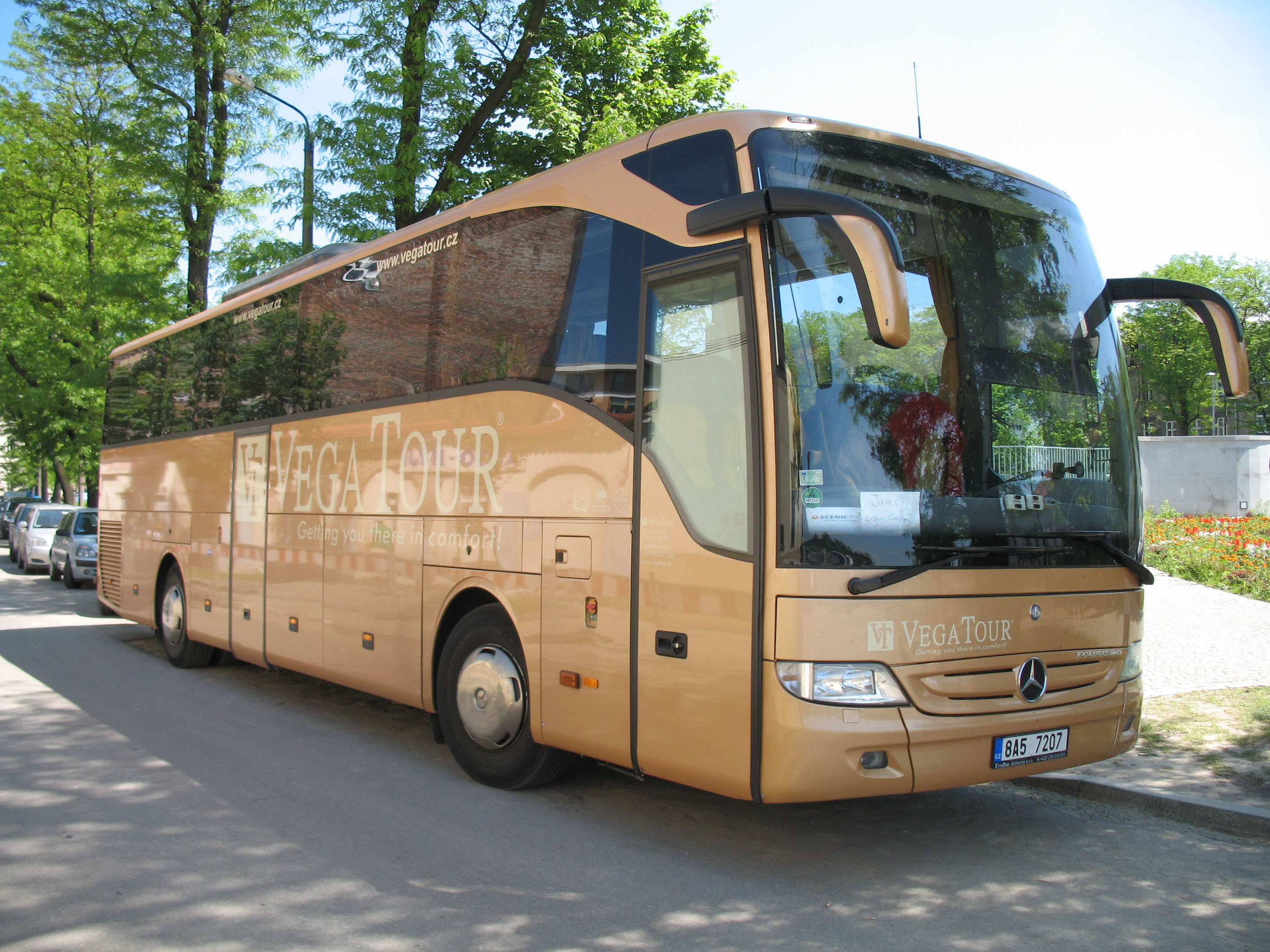
Tourismo 15RHD

Le Tourismo RH est construit sur la base de l'Integro.

## Galerie O 350

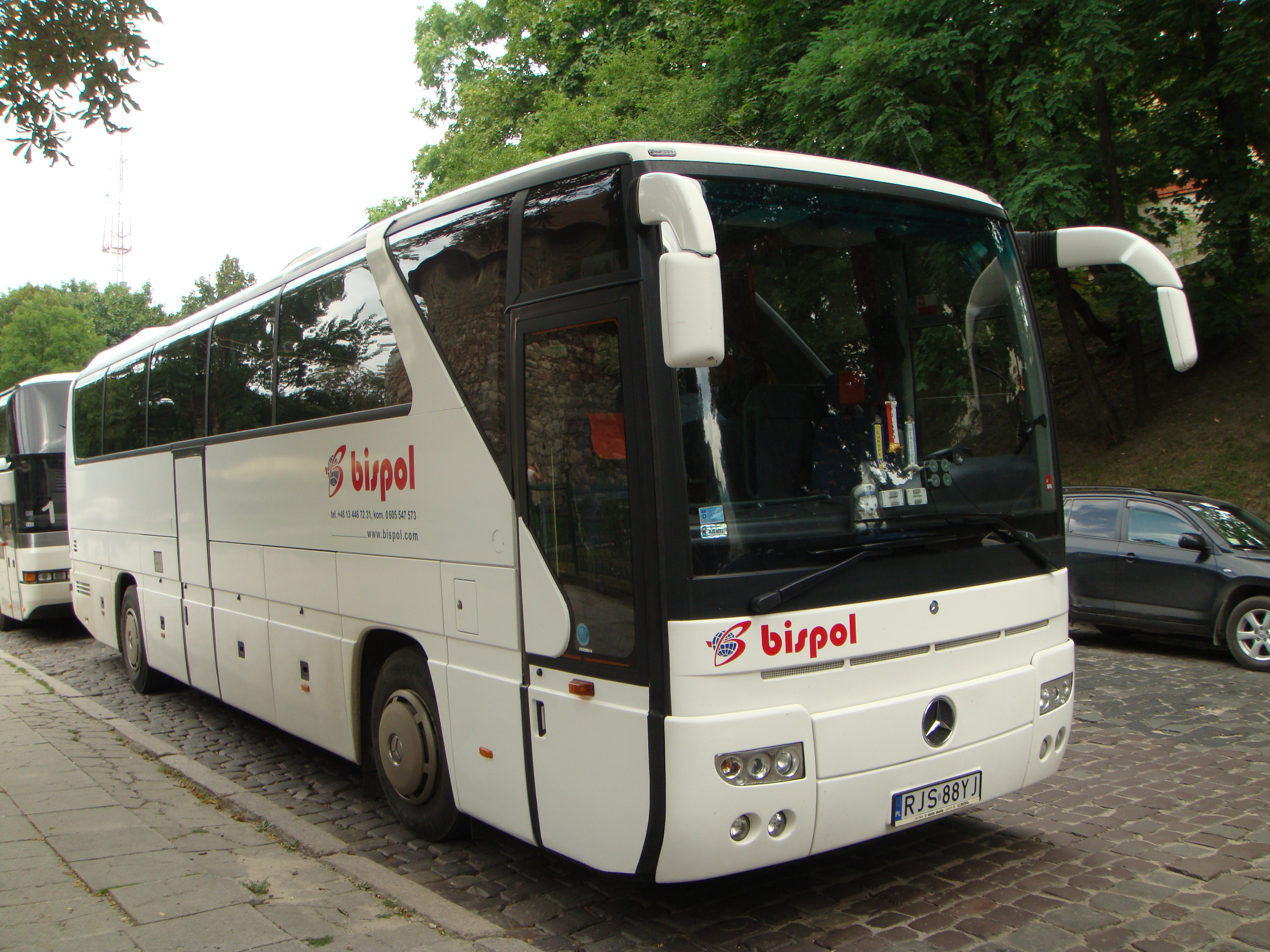
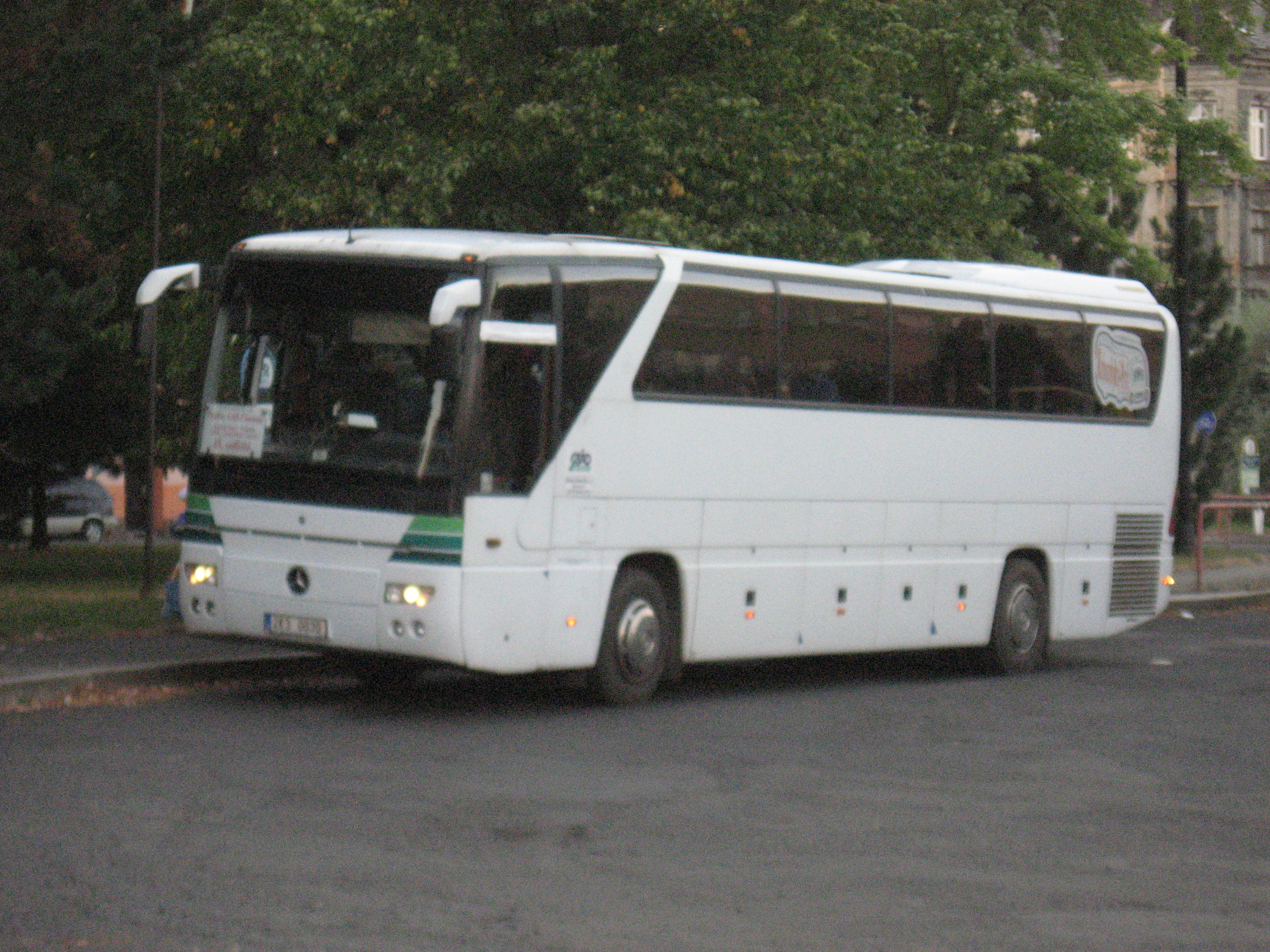
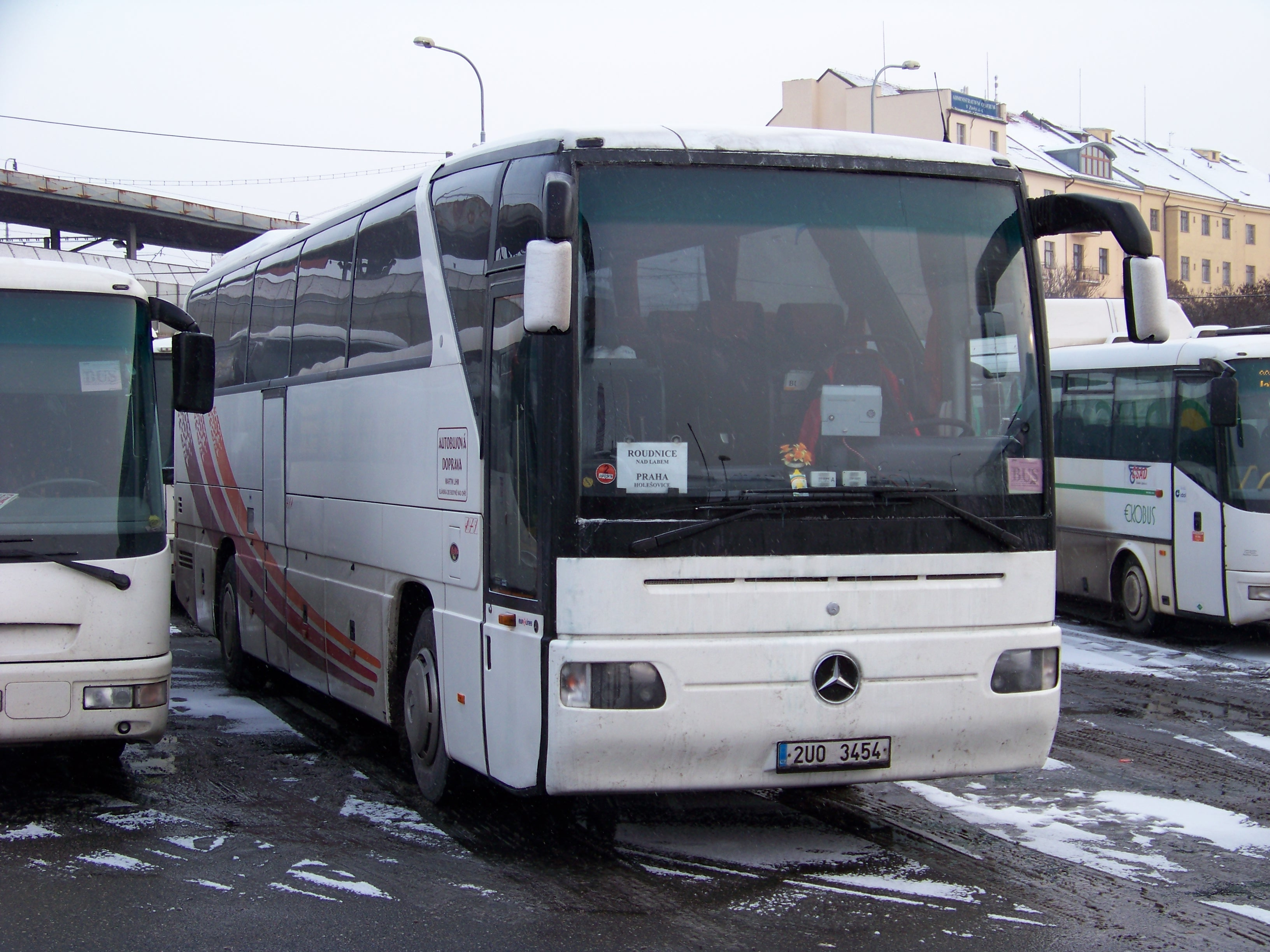
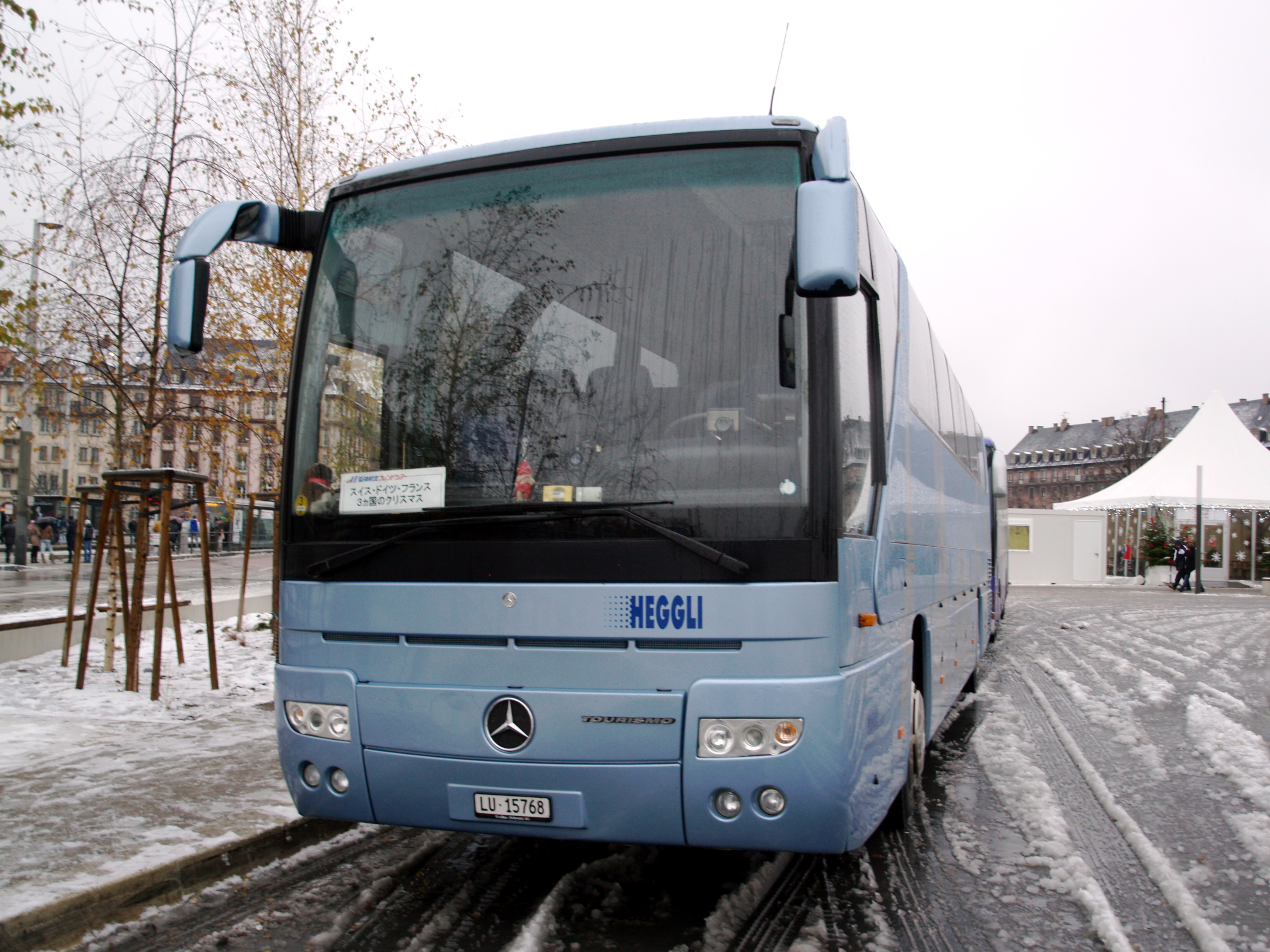
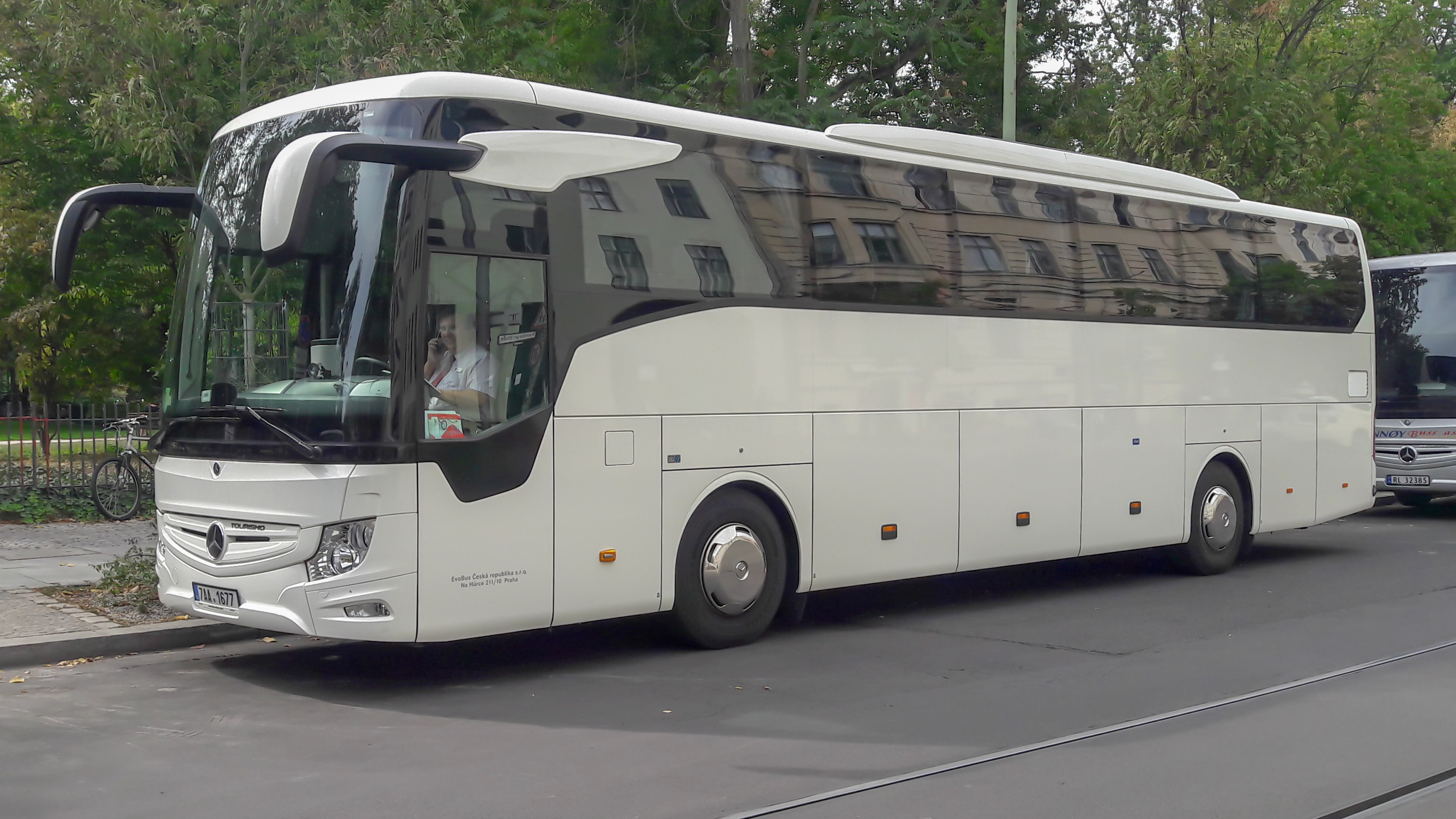